# 장춘거우 매립지
장춘거우 매립지(江村沟垃圾填埋场)는 중화인민공화국 산시성 시안시 바차오구에 있던 쓰레기 매립지로 1994년 완공되어 최대 수용량에 달했던 2019년 11월 폐쇄됐다. 폐쇄 시 면적은 70만 m2로 중국 최대였다.
장춘거우 매립지는 완공 당시 시안시에 있는 쓰레기 매립지 7곳 중 한 곳이었다. 2044년까지 운영되며 하루에 쓰레기 2600톤을 매립할 것으로 예상됐다. 쓰레기는 150m 깊이까지 매립됐고 전체 용량은 3400만 톤이었다. 수 km 내에 거주하는 주민들이 냄새 문제로 불만을 가졌다.
폐쇄된 후 생태 공원으로 변했다.